# Bootie Island
Bootie Island är en ö i Australien. Den ligger i delstaten Queensland, omkring 2 000 kilometer nordväst om delstatshuvudstaden Brisbane. Ön ligger på Cockburn Reef.